# 国民革命军新编第七军
国民革命军新编第七军在历史上两次编成。

## 和平救国军反正改编
1940年6月29日，张岚峰的和平救国军第一军所部第一路司令曹大中、第二路司令宋克宾 、第三路司令孙敬轩趁张岚峰到开封参加苏豫边区绥靖司令胡毓坤就职典礼之机，将1.7万人拉走反正，张岚峰部仅剩2,000余人。
1940年7月26日国民政府把反正部队授予新编第七军番号，隶属第一战区：
- 军长张人杰/1941年4月彭杰如/1944年春吉章简/1945年4月钟松
- 副军长李忠毅、宋克宾（1940年11月任副军长，至1943年调任第一战区司令长官部中将高参）、蔡洪范
- 参谋长曾潜英
- 暂编第24师：前身为张岚峰的和平救国军第一军第二路反正与李忠毅所率东北抗日义勇军编入。副军长李忠毅兼任师长。1943年8月李忠毅调任第四十二军副军长，夏季屏接任师长。1944年4月宋子英任师长。
- 暂编第25师：前身为张岚峰的和平救国军第一军第一路反正。师长曹大中。1942年6月曹大中升任第八十军副军长，刘英继任师长。第8战区突击兵团改编为暂编第25师
- 暂编第26师，师长宋克宾（1899－1979）。1940年6月宋克宾率和平救国军第3师反正，编入新七军。1940年11月副师长蔡洪范接宋克宾担任师长。1943年8月蔡洪范升任副军长,李树榛任师长

1940年8月4日，第一战区司令长官卫立煌密电蒋介石，新七军有被日本傀儡政权重新拉回的危险，又恐被中共渗透，以整训的名义，将部队拆分异地，避免相互通气，“曹师开偃城、宋师开西平、李师舞阳整训，均限八月删日前到达。”
1941年初移防陕北整训，隶属于胡宗南，在当地与八路军留守兵团发生多次冲突。
1942年下半年改隶国民革命军第三十七集团军。
1944年春，隶属国民革命军第三十四集团军
1945年7月，该军裁减。暂编第25师改称第32师转隶第三军。

## 新一军分编的新七军
1947年10月，东北剿总为固守长春，以新一军的绝对主力师：新编第三十八师为核心组建了新七军。新7军的暂56、暂61师的装备都是来自自己在长春的仓库留底。隶属郑洞国第一兵团：
- 军长李鸿
- 副军长史说
- 参谋长张炳言／龙国钧
- 新编第38师，师长陈鸣人，副师长彭克立，参谋长李性常。前身是财政部所属税警总团。1941年底，孙立人指挥下编入第66军入缅甸作战。
  - 第112团团长：李克己
  - 第113团团长：曾长云
  - 第114团团长：陆心仁
  - 师直属：
    - 特务连连长
    - 通信营营长
    - 山炮营营长：（七五山炮12门）
    - 工兵营营长
    - 辎重营营长
    - 搜索营营长
    - 骑兵大队大队长
    - 卫生队队长
    - 政工队队长
    - 野战医院院长
    - 谍报队队长
    - 军乐队队长
    - 新兵营营长
- 暂编第56师，师长张炳言，副师长王正国（1948年5月24日（被俘）），参谋长刘大名。原伪满铁石部队，反正后改编为东北保安第二总队，刘德溥为总队长，改编为东北第十一保安区。1947年8月东北第十一保安区改编为暂编第五十六师，师长刘德溥。不久，刘德溥升任王铁汉的第49军副军长，新七军参谋长张炳言接任师长。该部早在1937年至1939年就存在秘密组织“满洲人民抗日救亡社”。1948年松江军区前指陈光派遣前指侦察科长张正平打入该部，发展了中校军需官白殿升、上校高参金器之等为首的几支情报小组。张正平系统在国立长春大学医学院（原新京医科大学）地下室找到泡在福尔马林中的杨靖宇的头颅并偷运出去。白殿升、金器之被捕牺牲，长春解放后被授予革命烈士身份。
  - 第1团团长汤克振（1948年5月24日（被俘））/涂尚均
  - 第2团团长书剑（1948年5月24日（被俘））徐汉杰
  - 第3团团长方维藩
- 暂编第61师，师长邓士富，副师长宁伟，参谋长曾德辉。由东北保安第十二支队改编，新38师副师长邓士富任暂61师师长，该师中下级军官全部换成原新一军军官。
  - 第1团团长李卓彧
  - 第2团团长姚凤翔
  - 第3团团长黄醒
- 军直属：
  - 青年教导团团长涂尚均（兼）
  - 骑兵团团长凌绍康
  - 特务营营长
  - 重炮兵营营长
  - 工兵营营长
  - 通信营营长
  - 汽车营营长
  - 干部教导总队
  - 政工训练班
  - 军医院院长

1948年9月，新编第38师改为第253师，暂编第56师改为第290师，暂编第61师改为第295师。但新番号未及使用，1948年10月19日国民革命军第六十军在曾泽生带领下起义。新七军也于次日投降。

暂编第61师师长邓士富，1903年出生，广东梅县人，黄埔二期工兵科。抗战时任第五十二军第2师第6团团长、第25五师副师长等职。1947年任新一军新38师副师长。1948年任新编七军暂61师师长。1948年10月长春和平解放后自愿回乡定居。1952年镇反运动中以反革命罪被判处死刑。1983年5月平反。